# Західношпіцбергенська течія

Західношпіцбергенська течія на мапі.

Західношпіцбергенська течія (англ. West Spitsbergen Current, WSC) — тепла солона течія, що тече до полюса на захід від Шпіцбергену у Північному Льодовитому океані. 
WSC відгалужується від Норвезької течії в Норвезькому морі. 
WSC важливе, тому що воно жене теплу та солону атлантичну воду у внутрішню частину Арктики. 
Тепла та солона WSC тече на північ через східну сторону протоки Фрама, тоді як Східногренландська течія (англ. East Greenland Current, EGC) тече на південь через західну сторону протоки Фрама. 
EGC характеризується дуже холодною та з низькою солоністю водою, але, перш за все, вона є великим експортером арктичного морського льоду. 
Таким чином, EGC у поєднанні з теплою WSC робить протоку Фрам найпівнічнішою океанічною зоною, де протягом року немає льоду в усьому світовому океані. 

## Горизонтальний рух
WSC має унікальну структуру, оскільки тече до полюса біля західного узбережжя Шпіцбергену. 
WSC починає свій рух у Норвезькому морі, де вона відгалужується від Норвезької течії та прямує до західного узбережжя Шпіцбергену, згідно з батиметричним профілем дна океану, що оточує Шпіцберген. 

Зокрема, вона має тенденцію текти вздовж крутих континентальних шельфів. 
Течія досить вузька і потужна, має ширину приблизно 100 км і максимальну швидкість 35 см/с. 

Приблизно на 80° північної широти WSC розгалужується на дві гілки: Шпіцбергенська і Єрмака. 
Шпіцбергенська гілка продовжує текти вздовж континентального шельфу на північний схід і зрештою занурюється на середню глибину та циклонально рециркулює по всій Арктиці, зрештою витісняючись EGC. 
Гілка Єрмака тече на північний захід приблизно до 81° N, а потім рухається прямо на захід, де перетворюється на Зворотну Атлантичну течію. 
Висока солоність і високі температури Зворотної Атлантичної течії в порівнянні з низькими температурами та низькою солоністю EGC сприяють існуванню Східногренландського полярного фронту в результаті сильного градієнта як солоності, так і температури. 

Існує течія, що відгалужується від гілки Єрмака і тече на північний схід на вищій широті. 
Ця течія недостатньо вивчена в літературі, тому потрібна додаткова інформація. 
Науковці вважають, що ця течія повертається назад до Шпіцбергенської гілки далі на своєму шляху на схід.

## Вертикальний рух
Після того як WSC  відгалужується  від Норвезької течії, вона тече в дуже холодних атмосферних умовах. 
Холодна атмосфера здатна охолоджувати поверхневу воду, і в деяких випадках ця вода охолоджується настільки, що частина води WSC фактично тоне через збільшення її щільності, утримуючи при цьому свою солоність постійною. 
Це один з елементів формування Південноарктичної проміжної води. 

Коли течія продовжує рухатися на північ і досягає континентального шельфу західного Шпіцбергену, вона починає стикатися з морським льодом. 
Морський лід тане через тепло WSC, і таким чином починає існувати поверхневий шар дуже прісної води. 
Вітри змішують прісну та теплу солону воду WSC, утворюючи поверхневу воду Арктики. 
Ці арктичні поверхневі води тепер менш щільні, ніж води WSC, і тому WSC починає занурюватися під арктичні поверхневі води. 
У цей момент WSC все ще відносно тепле і дуже солоне. 
Таким чином, це дозволяє повністю ізолювати атлантичну воду WSC від поверхневих вод. 

Після розгалуження течії на гілки Шпіцбергенську і Єрмака загальний процес занурення, описаний вище, продовжується в гілці Шпіцберген. 
Проте у гілці Єрмака WSC не може проникнути глибоко в Північний Льодовитий океан, оскільки зона, в яку він входить, має дуже сильне приливне перемішування. 
Це дозволяє атлантичній воді змішуватися з полярними водами, створюючи одноріднішу суміш відносно теплої та помірно солоної води. 
Шар змішаної води сягає приблизно до 300 м, що вважається нижньою глибиною Зворотної Атлантичної течії. 

Що стосується Шпіцбергенської гілки, WSC продовжує занурюватися, оскільки зустрічає все більше прісної води на своєму східному маршруті та досить швидко занурюється на глибину понад 100 метрів до того часу, коли досягає Баренцевого моря, тому що на Північному Шпіцбергені є досить багато прісної води, що стікає з фіордів 
, 
що додається до глибшої, менш щільної арктичної поверхневої води. 
До того моменту, коли ця вода повертається до круговороту Бофорта WSC має глибину від 400 до 500 метрів. 
На відміну від гілки Єрмака та Зворотної Атлантичної течії, Шпіцбергенська гілка має високу солоність, тоді як гілка Єрмака та зворотна Атлантична течія мають низку солоність. 
Температура води Шпіцбергенської гілки WSC є прямо корелює з глибиною. 

Важливо відзначити, що якщо WSC стикається зі значною кількістю льоду вздовж континентальних шельфів Шпіцбергену, то WSC, що просувається до полюса, затоне набагато швидше через більшу кількість талої прісної води від збільшення морського льоду. 
Здатність занурюватися швидше означає, що більша частина тепла WSC буде збережена і не втрачена в атмосферу або навколишні води, і, таким чином, тепліші води будуть транспортуватися в Арктику. 
Це може серйозно вплинути на танення морського льоду.

## Властивості
Температура WSC дуже мінлива та залежить від атмосферних умов, які самі по собі дуже мінливі. 
Загалом, проте, найвища температура ядра WSC становить близько 2,75 °C біля Шпіцбергену до 2,25 °C біля Землі Франца-Йосипа та 1,0 °C на північ від Новосибірських островів. 
Солоність у цьому теплому ядрі часто перевищує 34,95 ‰. 
 
Температура океану на початку WSC зазвичай становить 6 — 8 °C із солоністю від 35,1 до 35,3 psu. 

## Масовий транспорт
Перенесення водних мас у WSC приблизно до 78,83° північної широти сильно змінюється в річному часовому масштабі. 

Максимальне перенесення (~20 свердрупів ) відбувається в лютому, а мінімальне — у серпні (~5 свердрупів). 
Однією великою проблемою при визначенні цих масових об’ємних перенесень є той факт, що в деяких районах WSC існують зустрічні течії, які ускладнюють оцінку того, який об’єм насправді транспортується.